# Bibliothek der Fondazione Querini Stampalia

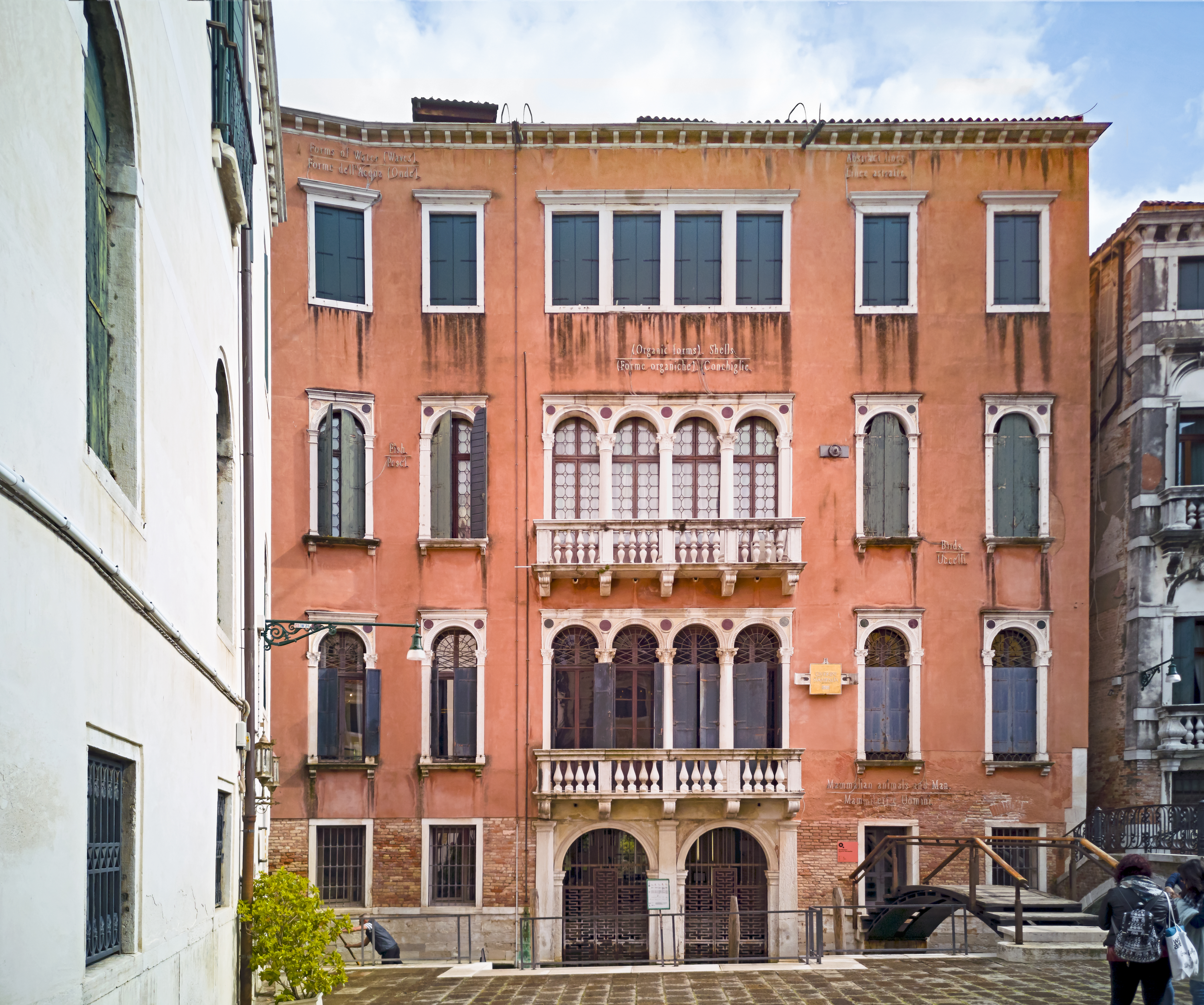
Fassade der Stiftung Querini Stampalia

Die Bibliothek der Fondazione Querini Stampalia befindet sich in Venedig im Sestiere Castello (Santa Maria Formosa, Castello 5252). Seit 1982 ist sie auch formal die städtische Bücherei des historischen Zentrums, eine Rolle, die sie bereits durch die Öffnung des Hauses für das Publikum seit Anfang des 20. Jahrhunderts wahrgenommen hatte. Mit der formalen Funktionsübertragung intensivierte sich allerdings die Zusammenarbeit, etwa auf dem Gebiet der systematischen Katalogisierung oder der Bibliotheksdienste in der gesamten Kommune.
1999 wurde eine multimediale Bibliothek eröffnet, die zusammen mit der Fondazione ENI Enrico Mattei unterhalten wird. Seit 2002 gehören dazu 15 Computerterminals mit Zugang zum OPAC.
Heute umfasst der Gesamtbestand mehr als 300.000 Bände, wobei allein im Lesesaal mehr als 32.000 Werke zugänglich sind. Hinzu kommen über 350 laufende Periodika. Schließlich weist das Haus eine umfangreiche Musikaliensammlung auf. Öffentliche Konzerte tragen darüber hinaus vielfach zur Bekanntheit der Einrichtung bei.
Der Betrieb ist technisch, organisatorisch und personell sowohl auf wissenschaftliche Bedürfnisse als auf den allgemeinen Leihverkehr eingestellt und besitzt einen Raum für Sehbehinderte und Blinde.
Das Haus ist der Nuova Biblioteca Manoscritta angeschlossen, die Manuskripte Venetiens via Internet verfügbar macht.

## Geschichte
Conte Giovanni Querini Stampalia (1799–1869) vermachte in seinem Testament von 1868 seine private Büchersammlung der Stadt Venedig. Dabei bestimmte er zudem, dass die Bibliothek auch dann geöffnet bleiben solle, wenn andere Einrichtungen bereits geschlossen seien. Das galt ausdrücklich für die Abendstunden (heute bis 23 Uhr) und für Feiertage. Allerdings ist sie montags geschlossen. Insgesamt ist das Haus 87 Stunden pro Woche geöffnet.
Die Familie Querini Stampalia hatte die Büchersammlung über sieben Jahrhunderte erworben und bewahrt. Dazu gehören zahlreiche Handschriften, Inkunabeln, Frühdrucke und Rara, aber auch Kartenwerke und Stiche. Die ältesten Stücke sind das Capitulare nauticum (13.–16. Jahrhundert), die Promissio contra maleficia (14. Jahrhundert), die Fabeln des Äsop (14. Jahrhundert), ein Codex mit den Privilegien der Venezianer in Syrien (13.–14. Jahrhundert) und verschiedene Commissioni ducali.
Besondere Verdienste um den Bücherbestand erwarben sich der Humanist Lauro Querini (1515–77), Kardinal Angelo Maria Querini (1680–1755), der auch die Biblioteca Queriniana di Brescia gründete und der auch mit Friedrich II. von Preußen und mit Voltaire korrespondierte, schließlich Andrea Querini (1710–1795).
Leonardo Perosa (1834–1904), Bibliothekar von 1880 bis 1904, ordnete die Manuskripte und brachte im Juli 1883 den Catalogo dei codici manoscritti della Biblioteca Querini Stampalia heraus, der sich auch im Repertorio delle persone, dei luoghi e delle cose più notevoli contenute nei codici mss. della Biblioteca Querini Stampalia von 1884 befindet und bis heute in Gebrauch ist.
Ihm folgte Arnaldo Segarizzi als Bibliothekar (1905–1924). Er passte die Kataloge an internationale Standards an und schuf entsprechende neue. Darüber hinaus organisierte er die räumliche Anordnung der Bestände neu. Die Direktoren Manlio Dazzi (1926–1957) und Giuseppe Mazzariol (1957–1974) machten aus der Bibliothek mit ihren Kunstwerken eine wichtige Kulturinstitution in Venedig, Letzterer beauftragte Carlo Scarpa mit dem Umbau des Erdgeschosses und der Neuanlage der Gärten.